# Beweisverbot
Bei Beweisverboten handelt es sich um rechtsstaatliche Schranken, die der Gewinnung und der Verwertung von Beweisen in Gerichts- und Verwaltungsverfahren gesetzt sind. Sie sollen in erster Linie sicherstellen, dass Verfahren ausreichende Rücksicht auf die subjektiven Rechte der Verfahrensbeteiligten nehmen. Im Grundsatz sind Gerichte und Behörden dazu angehalten, die ihnen angebotenen Beweismittel vollständig auszuwerten, um dem zu beurteilenden Sachverhalt möglichst wahrheitsgemäß zu rekonstruieren. Eine entsprechende Anordnung trifft etwa § 244 Abs. 2 StPO für das deutsche Strafprozessrecht. Allerdings kann das Ziel der Wahrheitsfindung in Konflikt mit den Rechten eines Verfahrensbeteiligten geraten, etwa dem Persönlichkeitsrecht oder der Menschenwürde. So verhält es sich etwa, wenn der Beweis mithilfe illegal angefertigter Bild- oder Tonaufnahmen geführt werden soll. Die Verwendung solcher Beweismittel kann die betroffene Prozesspartei in unverhältnismäßiger Weise belasten. Um dies zu verhindern, wurden Beweisverbote entwickelt, die unter bestimmten Voraussetzungen untersagen, Beweise zu erheben oder im Prozess zu verwerten.
Über die Notwendigkeit von Beweisverboten besteht in zahlreichen Rechtsordnungen Einigkeit. Uneinigkeit herrscht demgegenüber vielfach darüber, unter welchen Voraussetzungen ein Beweisverbot anzuerkennen ist. Zu dieser Uneinigkeit trägt bei, dass die Gesetzgeber vieler Staaten die Entwicklung von Beweisverboten weitgehend der Rechtspraxis überlassen haben. So verhält es sich etwa im Rechtskreis des common law, in dem das Recht traditionell in wesentlichen Teilen durch die Rechtsprechung entwickelt wird. Doch auch in Deutschland existieren kaum Regelungen zu Beweisverboten, weshalb auch dort Beweisverbote in weiten Teilen seitens der Rechtspraxis im Wege der Rechtsfortbildung gewonnen werden.
Beweisfragen stellen sich in einem großen Teil der Prozesse. Vor allem im Strafrecht nehmen sie meist eine zentrale Rolle ein. Deswegen besitzen Beweisverbote eine hohe praktische Relevanz. Dementsprechend gilt die Frage nach den Voraussetzungen von Beweisverboten als eine der zentralen ungelösten Probleme des Prozessrechts.

## Zwecke von Beweisverboten
Beweisverboten kommen mehrere Funktionen zu. Primär dienen sie dem Schutz der subjektiven Rechte der Verfahrensbeteiligten. Nach allgemeiner Auffassung sollen sie verhindern, dass Beweise durch Verletzung von Grundrechten oder anderen rechtlich geschützten Interessen gewonnen werden. Ferner sichern Beweisverbote die rechtsstaatliche Integrität des Verfahrens, indem sie dazu beitragen, dass sich die Beweisgewinnung in dem durch das Gesetz vorgegebenen Rahmen bewegt.
Nach einer im Schrifttum verbreiteten Auffassung sollen Beweisverbote zusätzlich die Qualität der Wahrheitsfindung steigern. Nach dieser Auffassung verhindern Beweisverbote, dass Beweismittel in das Verfahren eingeführt werden, deren Aussagekraft aufgrund der Art ihrer Gewinnung zweifelhaft sei. So sei etwa der Wahrheitsgehalt einer Aussage unter Folter derart gering, dass sie sich als Beweismittel nicht eigne.
Umstritten ist, inwiefern Beweisverwertungsverbote überdies dazu bestimmt sind, Strafverfolgungsbehörden von Rechtsverletzungen abzuhalten. Sie weisen hierzu jedenfalls eine Eignung auf, da sie verhindern, dass derjenige, der einen Beweis in rechtswidriger Weise gewonnen hat, hieraus einen Vorteil ziehen kann. Im anglo-amerikanischen Rechtskreis des common law bildet diese Überlegung die primäre Rechtfertigung von Beweisverboten. Der Supreme Court bezeichnete den Disziplinierungszweck sogar in einer frühen Entscheidung als einzige Funktion der Beweisverbote. In Deutschland begegnet man dem Disziplinierungszweck überwiegend kritisch. Einige Autoren schreiben auch in Deutschland Beweisverboten einen solchen Zweck zu. Nach dort vorherrschender Auffassung handelt es sich bei der Disziplinierungswirkung hingegen allenfalls um einen Nebeneffekt von Beweisverboten, da Rechtsverstöße von Ermittlungsbeamten vorrangig durch das deutsche Beamten- und das Strafrecht sanktioniert würden.

## Entstehungsgeschichte

### Beweisverbote des römischen Rechts
Das Konzept des Beweisverbots lässt sich bis ins römischen Recht zurückverfolgen. Dass Beweise im Prozess vorzulegen waren, wurde erstmals im Zwölftafelgesetz schriftlich fixiert. Schranken der Beweiserhebung bildeten sich vor allem für Strafverfahren heraus. Ab dem 2. Jahrhundert v. Chr. entwickelte sich ein systematisches Strafverfahrensrecht. Der öffentliche römische Strafprozess diente der geordneten Aufklärung des Tatgeschehens mittels Beweiserhebung. Bestandteil des Prozessrechts waren Beweisregeln. So verbot etwa Kaiser Trajan in der Kaiserzeit das Stellen von Suggestivfragen im Strafprozess. Der Schwerpunkt in der Entwicklung des römischen Beweisrechts lag jedoch auf der Regulierung der Folter. Zur Zeit der Republik war die Beweisgewinnung durch Folter ausnahmslos ausgeschlossen.
In der Kaiserzeit wurde dieses Verbot durch die Rechtspraxis schrittweise aufgeweicht. Kaiser Augustus trat dieser Entwicklung noch mit einem Edikt weitgehend entgegen, wonach es unzulässig war, den Nachweis einer Straftat durch Begehung einer solchen zu gewinnen; auch von Folter sollte zu diesem Zweck allenfalls geringer Gebrauch gemacht werden. Nachfolgende Kaiser ließen die Folter demgegenüber phasenweise und in unterschiedlichem Umfang zu, ohne dass ein klares Regelungssystem zu erkennen war. Wieder verboten wurde die Beweisgewinnung durch Folter unter Kaiser Septimius Severus.

### Bedeutungsverlust von Beweisverboten im mittelalterlichen Strafprozess
Im Frühmittelalter veränderte sich das Prozessrecht erheblich. Das fränkische Recht fasste Zivil- und Strafverfahren zusammen, methodisch ein Rückkehrprozess zum Standard des altzivilen Recht Roms, und rückte statt der Aufklärung des Tatgeschehens die persönliche Integrität der Parteien in den Mittelpunkt des Prozesses. Es oblag den Parteien, möglichst viele Leumundszeugen zu benennen, die jeweils die Integrität ihrer Partei bestätigen sollten. Es obsiegte die Partei, die eine größere Anzahl solcher Zeugen aufbieten konnte. Ergänzt wurde das Prozessrecht durch religiöse Rituale, darunter die Feuerprobe, die Wasserprobe und die Bahrprobe. Diese kamen allerdings nur selten zur Anwendung. Aufgrund der spezifischen Ausrichtung des fränkischen Prozessrechts besaß die Frage der Zulässigkeit von Beweismitteln dort nur eine untergeordnete Rolle.
Im 12. Jahrhundert begann die katholische Kirche, Zivil- und Strafverfahren wieder voneinander zu trennen. Zudem rückte sie das Ziel der Tataufklärung in den Mittelpunkt des Prozesses. Da die Rechtspraxis strenge Anforderungen an den Tatnachweis anlegte, entwickelte sich das Geständnis des Täters zum wichtigsten Beweismittel. Zu dessen Gewinnung wurde Folter zunehmend als legitimes Mittel anerkannt. Durch Folter erwirkte Beweise gewannen so in der Praxis erhebliche Bedeutung. Angesichts der weitreichenden Befugnisse zur Beweisgewinnung besaßen Beweisverbote auch in dieser Epoche keine große Bedeutung.

### Bedeutungsgewinn von Beweisverboten mit zunehmender Abkehr von der Folter
Mit der zunehmenden Rezeption des römischen Rechts wurde eine gegenläufige Entwicklung eingeleitet. Diese führte zu einer starken Rückbesinnung auf das römische Recht, darunter auch das damalige Prozessrecht. Zu den durch die Rezeption beeinflussten Gesetzeswerken zählte die Constitutio Criminalis Carolina (CCC) von 1532. Diese beschränkte die Folter, indem sie sie lediglich bei Vorliegen entsprechender Tatindizien gestattete. Art. 20 CCC sicherte diese Beschränkung durch Beweisverbote ab. Hiernach durften Geständnisse nicht verwertet werden, die durch Folter erwirkt wurden, welche trotz Fehlens von Tatindizien angeordnet worden war. Ein weiteres Beweisverbot bestand für rechtswidrig erlangte Zeugenaussagen.
In der Phase der Aufklärung wurde das mittelalterliche Strafverfahrensrecht grundlegend reformiert. Als Maßstab für eine Verurteilung entwickelte sich die richterliche Überzeugung von der persönlichen Schuld des Angeklagten. Dies spiegelte sich etwa in der 1877 in Kraft getretenen deutschen StPO wider, deren § 261 die freie richterliche Beweiswürdigung anordnete. Diese stärkte die Aufgabe des Gerichts, das Tatgeschehen eigenständig von Amts wegen aufzuklären. Das Geständnis des Täters konnte hierzu einen wichtigen Beitrag leisten, allerdings konnten Verurteilungen zunehmend auch auf andere Beweismittel gestützt werden.

### Entwicklung einer Beweisverbotslehre in Deutschland
Die Flexibilisierung des Beweisrechts weckte Bedarf nach der Anerkennung neuer Beweisverbote. In Deutschland fanden solche bereits in den Anfangsbestand der StPO Einzug, so etwa das Recht Angehöriger zur Verweigerung der Zeugenaussage, über das der Zeuge zu Beginn seiner Vernehmung belehrt werden musste. Diese Vorschriften wurden jedoch unabhängig voneinander konzipiert, ohne dass ihnen ein gemeinsames dogmatisches Konzept zugrunde lag. Auch waren sie unvollständig, da sie regelmäßig keine Aussage darüber trafen, welche Folgen eine rechtswidrige Beweiserhebung nach sich zog. Daher oblag es zunächst Rechtsprechung und Lehre, diese Lücke zu schließen. In Bezug auf das oben angesprochene Zeugnisverweigerungsrecht entschied das Reichsgericht, dass eine Zeugenaussage nicht als Beweismittel verwertet werden durfte, wenn die vorgeschriebene Belehrung nicht erfolgt ist.

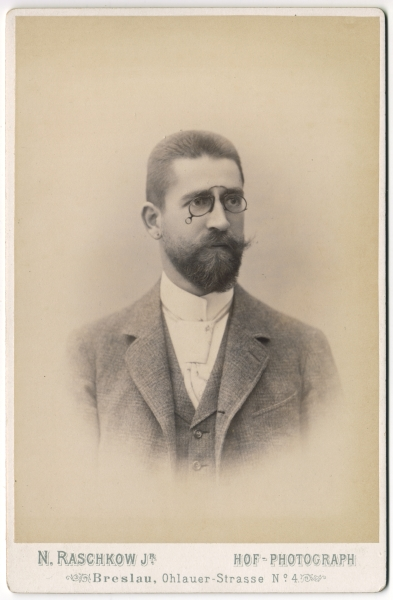
Ernst Beling

Daraufhin unternahm die Strafrechtswissenschaft den Versuch, die punktuellen Beweisbestimmungen der StPO miteinander zu verknüpfen und zu abstrahieren. Hervorzuheben ist in diesem Zusammenhang der Strafrechtler Ernst Beling, der 1902 erstmals eine Lehre vom Beweisverbot formulierte. Er arbeitete heraus, dass die Hauptfunktion des Strafprozesses – die Wahrheitsfindung – durch gegenläufige Interessen der Verfahrensbeteiligten begrenzt wird. Als solche nannte Beling insbesondere die Menschenwürde und die freie Entfaltung der Persönlichkeit. Beide Interessen wurden später durch die Weimarer Reichsverfassung und das Grundgesetz als Grundrechte anerkannt und besitzen mittlerweile eine zentrale Bedeutung für das Beweisrecht. Zum Schutz dieser Rechte sei es – so Beling – notwendig, die Befugnis zur Beweisgewinnung bzw. -verwertung im Strafprozess einzuschränken. Eine solche Beschränkung forderte Beling insbesondere für rechtswidrig gewonnene Beweise. Diese dürften generell nicht verwertet werden. Auch wenn das Reichsgericht derart generalisierende Aussagen vermied, bewegte sich Beling mit seiner These in den von der Rechtsprechung vorgezeichneten Bahnen, die jedenfalls für die Zeugenvernehmung rechtswidrig erlangte Beweismittel nicht anerkannten.
In der Folgezeit beließ es der Gesetzgeber bei der fragmentarischen Regelung von Beweisverboten. Zwar ergänzte er zwischenzeitlich vor allem im Bereich der Datenverarbeitung punktuelle Verbote, jedoch verzichtete er auch weiterhin darauf, einen strukturierenden dogmatischen Unterbau für diese zu entwickeln. Aus diesem Grund oblag es im Wesentlichen der Lehre und der Gerichtspraxis, das Recht der Beweisverbote weiterzuentwickeln. Der praktische Bedarf hiernach war groß, da die Verwertbarkeit von Beweismitteln im Strafprozess regelmäßig einen zentralen Streitpunkt darstellt. In Lehre und Praxis bestand Einigkeit darüber, dass die Wahrheit im Strafprozess nicht um jeden Preis ermittelt werden darf. Der Bundesgerichtshof hielt als Nachfolger des Reichsgerichts ausdrücklich fest, dass der Beschuldigte einen Anspruch auf ein rechtmäßiges Strafverfahren habe, weshalb die Wahrheit lediglich mit verfahrensrechtlich zulässigen Mitteln und in verfahrensrechtlich zulässiger Weise erforscht werden dürfe. Uneinigkeit bestand jedoch darüber, wie weit dieses Prinzip reicht. Belings Standpunkt, wonach rechtswidrig erlangte Beweismittel generell nicht verwertbar sind, stieß zunächst auf verbreitete Zustimmung. Bestärkt durch einen Beschluss des Großen Senats des BGH setzte sich jedoch allmählich die Auffassung durch, dass es eines differenzierteren Ansatzes bedurfte. Dies war darauf zurückzuführen, dass die umfassende Sachverhaltsaufklärung maßgeblich dazu beiträgt, dass eine materiell zutreffende Entscheidung gefällt wird. Beweisverwertungsverbote erschweren dies, weshalb sie lediglich in Ausnahmefällen bestehen sollen. Wodurch sich diese Ausnahmefälle auszeichnen, ist umstritten und bislang nicht abschließend geklärt. Rechtsprechung und Lehre entwickelten hierzu zahlreiche unterschiedliche Konzepte. Da der Gesetzgeber bislang auf entsprechende Regelungen weitgehend verzichtet hat, bestimmen diese Konzepte in Deutschland bis in die Gegenwart hinein maßgeblich die Grenzen der Beweisverwertung.
Ähnlich verlief die Entwicklung im deutschen Zivilprozessrecht. Auch dort verzichtete der Gesetzgeber vorbehaltlich weniger Ausnahmen (etwa § 80 und § 165 S. 1 ZPO) auf eine Kodifizierung von Beweisverboten, weshalb dieses Thema auch dort bis in die Gegenwart in hohem Maß durch Rechtsfortbildung geprägt ist. Die vertiefte Analyse dieses Problemkreises begann in den 1950er Jahren. Da die Paralleldiskussion im Strafrecht zu dieser Zeit bereits weit vorangeschritten war, diente sie der zivilrechtlichen Literatur als Orientierungshilfe.

### Entwicklungen in anderen Staaten
Auch in anderen Staaten ist das Thema Beweisverbot vornehmlich mit dem Strafprozess verknüpft. Für das US-amerikanische Strafprozessrecht, das im Einklang mit der anglo-amerikanischen Rechtstradition in besonders hohem Maß durch die Rechtsprechung geprägt ist, hat der Supreme Court Ende des 19. Jahrhunderts die Entwicklung von Beweisverboten eingeleitet. Zunächst hielt er fest, dass Geständnisse nicht verwertbar sind, die durch Drohungen oder Versprechungen erwirkt worden waren. In späteren Entscheidungen entwickelte er diesen Ansatz weiter und untersagte die gerichtliche Verwertung von Beweisen, die unter Missachtung von Beschuldigtenrechten gewonnen worden sind. Anders als in Deutschland orientierte sich die Rechtsprechung dabei nicht an materiellen Grundrechten wie dem Persönlichkeitsrecht, sondern an prozessualen Rechten, etwa dem Verbot willkürlicher Durchsuchungen und Beschlagnahmen und dem Verbot des Zwangs zur Selbstbelastung.
Den vorwiegend durch die Rechtsprechung geprägten Systemen aus Deutschland und den USA stehen Rechtsordnungen gegenüber, die Beweisverbote weit stärker durch den Gesetzgeber konturieren. Dies betrifft vorwiegend Strafprozessordnungen, die in jüngerer Zeit grundlegend überarbeitet wurden. Ein Beispiel hierfür bietet Italien. Die dortige Strafprozessordnung bestimmt in Art. 191, dass rechtswidrig gewonnene Beweismittel im Strafverfahren generell nicht verwertet werden dürfen. Auch das österreichische und das Schweizer Strafprozessrecht regeln Beweisverbote ausführlich; anders als Italien verfolgen sie allerdings einen differenzierteren Ansatz. Sie erklären illegal gewonnene Beweise nicht generell für unverwertbar, sondern ordnen diese Rechtsfolge lediglich für ausgewählte, besonders schwere Verfahrensfehler an.

## Dogmatik der Beweisverbote im deutschen Recht

### Strafprozessrecht als Wegbereiter der Beweisverbotslehre
Da die Entwicklung der Beweisverbote in Deutschland vornehmlich durch das Strafrecht geprägt wurde, hat sich dort eine besonders umfangreiche Dogmatik entwickelt, an der sich die anderen Fachbereiche teilweise orientieren. Das Strafrecht differenziert zunächst zwischen Beweiserhebungs- und Beweisverwertungsverboten. Erstere richten sich gegen die Erhebung von Beweismitteln durch die Ermittlungsbeamten, letztere gegen deren Würdigung im Gerichtsprozess. Beweiserhebungsverbote unterteilen sich nach verbreiteter Sichtweise in Beweisthemaverbote, Beweismittelverbote, Beweismethodenverbote und in relative Beweisverbote. Diese Differenzierungen sollen unterschiedliche Ansatzpunkte zur Begründung von Beweisverboten zu verdeutlichen.

### Systematik der Beweiserhebungsverbote

#### Beweisthemaverbot
Beweisthemaverbote verbieten es, bestimmte Tatsachen zum Gegenstand der Beweiserhebung zu machen. Sie rechtfertigen sich primär durch die Schutzwürdigkeit der betroffenen Informationen. Häufig drückt sich diese in einer Geheimhaltungspflicht aus. So besteht ein Beweisthemaverbot etwa für Tatsachen, die dem richterlichen Beratungsgeheimnis (§ 43 DRiG), der Amtsverschwiegenheit (§ 54 StPO) oder dem Wahlgeheimnis (Art. 38 Abs. 1 S. 1 GG) unterliegen. Darüber hinaus können Beweisthemaverbote daraus folgen, dass eine bestimmte Information keine prozessuale Verwendung mehr finden soll. Dies trifft etwa auf Tatsachen zu, die bereits getilgte Vorstrafen (§ 51 BZRG) oder gerichtliche Entscheidungen im Fahreignungsregister (§ 29 StVG) betreffen. Ein weiteres Beweisthemaverbot folgt aus § 100d Abs. 2 Satz 1 StPO, der den Ermittlungsbehörden verbietet, durch akustische Wohnraumüberwachung Informationen zu erlangen, die zum Kernbereich privater Lebensgestaltung zählen. Auch das Schweigerecht eines Beschuldigten begründet einem Beweisthemaverbot: Die Verweigerung der Aussage darf weder zum Beweisthema werden, noch als Beweis oder Indiz für eine Annahme genutzt werden.

#### Beweismittelverbot
Von einem Beweismittelverbot spricht man, wenn eines der im Strafprozess grundsätzlich zulässigen Beweismittel (Urkunde, Zeuge, Sachverständigengutachten, Augenschein) aufgrund besonderer Sachverhaltsumstände nicht verwendet werden darf. So verhält es sich etwa, wenn sich ein Zeuge in seiner Vernehmung auf sein Zeugnisverweigerungsrecht beruft. In diesem Fall darf er nicht zur Aussage gezwungen werden. Die StPO enthält mehrere Zeugnisverweigerungsrechte: § 52 StPO billigt Zeugen ein solches zu, die Angehörige des Beschuldigten sind. Die Norm soll verhindern, dass Zeugen gezwungen werden, Angehörige zu belasten. Gemäß § 53 StPO dürfen ferner Berufsgeheimnisträger das Zeugnis über Tatsachen verweigern, die ihrer beruflichen Schweigepflicht unterliegen. Diese Vorschrift schützt das Vertrauensverhältnis zwischen Berufsträgern und deren Vertragspartnern. Die genannten Zeugnisverweigerungsrechte werden durch § 252 StPO flankiert, wonach Aussagen, die der Zeuge vor Ausübung seines Verweigerungsrechts getätigt hat nicht durch Verlesung eines Vernehmungsprotokolls in die Hauptverhandlung eingeführt werden darf. Dies soll sicherstellen, dass Aussagen, die der Zeuge durch sein Zeugnisverweigerungsrecht gesperrt hat, nicht mithilfe anderer Beweismittel in den Prozess eingeführt werden.
Ein weiteres Beweisverbot folgt aus dem das gesamte Strafverfahrensrecht beherrschenden Unmittelbarkeitsgrundsatz, wonach zwecks möglichst zuverlässiger Beweisgewinnung die entscheidungsrelevanten Tatsachen möglichst unmittelbar in die Urteile der Gerichte einfließen sollen. Zum Ausdruck kommt dies insbesondere in § 250 S. 2 StPO, wonach die Vernehmung nicht durch Verlesung des über eine frühere Vernehmung aufgenommenen Protokolls ersetzt werden darf.
Schließlich findet sich ein Beweismittelverbot in § 96 StPO, wonach eine oberste Dienstbehörde durch Abgabe einer Sperrerklärung verhindern darf, dass ein Schriftstück, das sind in amtlicher Verwahrung befindet, als Beweismittel genutzt wird.

#### Beweismethodenverbot
Das Beweismethodenverbot untersagt bestimmte Methoden der Beweisgewinnung. Eine solche Regelung findet sich etwa in § 136a StPO. Die Norm verbietet zwecks Sicherung eines rechtsstaatlichen Verfahrensablaufs und der Menschenwürde, Beweismittel durch Methoden zu gewinnen, welche die Entschließungsfreiheit des Beschuldigten verletzen, etwa Misshandlung, Folter, Hypnose und Ermüdung. Ferner verbietet § 136a StPO Maßnahmen, die das Erinnerungsvermögen oder die Einsichtsfähigkeit des Vernommenen beeinträchtigen. Die Vorschrift findet unmittelbar auf Beschuldigtenvernehmungen Anwendung und gilt gemäß § 72, § 69 Abs. 3 StPO entsprechend für die Vernehmung von Zeugen und Sachverständigen.
Der Bundesgerichtshof hat mit Beschluss vom 13. März 2025 - 2 StR 232/24 - entschieden, dass die Polizei unter bestimmten Voraussetzungen dazu befugt ist, einen Fingerabdruck zwangsweise auf das Mobiltelefon eines Beschuldigten zu legen, um Zugriff auf gespeicherte Daten zu erhalten. Grundlage dieser Maßnahme ist die Strafprozessordnung (§ 81b Abs. 1 i. V. m. §§ 94ff. StPO), sofern eine richterlich angeordnete Durchsuchung auf das Auffinden von Mobiltelefonen abzielt und die Datenzugriffsmethode als verhältnismäßig gilt. Die Entscheidung fiel im Kontext eines Falles schwerer kinderpornographischer Straftaten, bei dem der Angeklagte sich trotz eines Berufsverbots erneut in der Kinderbetreuung betätigte und illegales Material auf seinen Mobilgeräten speicherte. In der Revision wurde ein Verwertungsverbot der Beweise geltend gemacht, doch der BGH lehnte dies ab, da die Maßnahme mit europäischem Recht vereinbar sei und die Selbstbelastungsfreiheit des Angeklagten nicht beeinträchtige.

#### Relatives Beweisverbot
Relative Beweiserhebungsverbote beschränken schließlich die Befugnis, einen bestimmten Beweis zu erheben, auf spezifische Personen. Ein Beispiel hierfür stellt die körperliche Untersuchung des Beschuldigten dar, die gemäß § 81a Abs. 2 S. 1 StPO im Grundsatz ausschließlich Richter anordnen dürfen.

### Systematik der Beweisverwertungsverbote

#### Gesetzliche Regelungen
Punktuelle Beweisverwertungsverbote finden sich vornehmlich in der StPO. Um eine besonders prominente Regelung handelt es sich bei § 136a Abs. 3 S. 2 StPO. Dieser knüpft zum Schutz der Menschenwürde des Beschuldigten an die bereits angesprochenen verbotenen Vernehmungsmethoden an und untersagt die Verwertung der hierdurch gewonnenen Erkenntnisse, unabhängig davon, ob der Vernommene der Verwertung zustimmt. Einen starken Grundrechtsbezug weist ferner § 100d Abs. 2 StPO auf. Hiernach dürfen Funde nicht verwertet werden, die im Rahmen einer Telekommunikationsüberwachung (§ 100a StPO), einer Online-Durchsuchung (§ 100b StPO) oder eines großen Lauschangriffs (§ 100c StPO) gewonnen werden und die den Kernbereich privater Lebensgestaltung betreffen. Dieser Kernbereich ist von Verfassungs wegen unantastbar, weshalb er nicht zu strafprozessualen Zwecken ausgeforscht werden darf.
Einige weitere Beweisverwertungsverbote flankieren Zeugnisverweigerungsrechte. So darf gemäß § 252 StPO die Aussage eines Zeugen, der sich später auf sein Zeugnisverweigerungsrecht beruft, nicht mittelbar mithilfe eines anderen Beweismittels in den Prozess eingeführt werden, etwa durch Vernehmung der Person, welche die Aussage entgegengenommen hat. Eine Ausnahme hiervon macht die Rechtsprechung indes für Vernehmungen, die nach § 162 StPO von einem Richter durchgeführt worden sind, da die StPO richterlichen Vernehmungen ein besonderes Vertrauen entgegenbringe, was sich etwa an § 251 Abs. 2 StPO und an § 254 StPO zeige. § 160a Abs. 1 StPO verbietet, Aussagen zu verwerten, die durch Ermittlungsmaßnahmen bei zeugnisverweigerungsberechtigten Berufsgeheimnisträgern gewonnen werden. Auch dies schützt das Vertrauensverhältnis zwischen Berufsgeheimnisträger und dessen Vertragspartnern außerhalb von Vernehmungssituationen. § 108 Abs. 2 StPO ergänzt das Zeugnisverweigerungsrecht von Ärzten (§ 53 Abs. 1 Nr. 3 StPO), indem er bestimmt, dass Zufallsfunde, die durch eine Durchsuchung bei einem Arzt gewonnen werden, nicht in Strafverfahren wegen Schwangerschaftsabbruchs verwertet werden dürfen. Dies soll das Vertrauensverhältnis zwischen Arzt und Patientin schützen. Ebenfalls auf Zufallsfunde beziehen sich § 479 Abs. 2 S. 1, § 161 Abs. 3 StPO. Hiernach dürfen personenbezogene Daten, die aufgrund von Maßnahmen erlangt werden, die nur bei Verdacht auf bestimmte Katalogtaten angeordnet werden dürfen, ohne Einwilligung des Betroffenen nur in solchen Verfahren als Beweismittel genutzt werden, die eine Katalogtat zum Gegenstand haben. Diese Regelungsstruktur findet sich vor allem bei technischen Überwachungsmaßnahmen. So können etwa Informationen aus einer Telekommunikationsüberwachung (§ 100a StPO), die zur Aufklärung eines Raubs angeordnet wurde, nicht genutzt werden, um eine Trunkenheitsfahrt aufzuklären. Diese Regelung schützt die informationelle Selbstbestimmung des von der Maßnahme Betroffenen.
§ 257c Abs. 4 S. 3 StPO enthält ein weiteres Beweisverwertungsverbot, das in engem Zusammenhang zur Verständigung steht. Hiernach dürfen Geständnisse des Beschuldigten, die dieser im Vertrauen auf die Verbindlichkeit einer Verständigung abgegeben hat, nicht verwendet werden, wenn die Verständigung nachträglich ihre Rechtswirkung verliert.
Auch außerhalb der StPO finden sich vereinzelte Beweisverwertungsverbote. So bestimmt § 51 BZRG, dass eine im Bundeszentralregister getilgte oder zu tilgende Eintragung über eine Verurteilung nicht zum Nachteil des Angeklagten verwertet werden darf. Damit darf sie insbesondere nicht als Beweismittel in einem Strafverfahren genutzt werden. Diese Norm soll die Resozialisierung von Straftätern bestärken. Gemäß § 393 Abs. 2 AO dürfen Beweismittel, die aus Steuerakten stammen, lediglich zur Verfolgung von Steuerstraftaten verwendet werden. Dies wurzelt im Recht des Beschuldigten, sich nicht selbst belasten zu müssen. Eine ähnliche Zielrichtung verfolgt § 97 Abs. 1 S. 3 InsO, wonach Auskünfte, die der Schuldner dem Insolvenzverwalter in einem Insolvenzverfahren erteilt, nur mit dessen Zustimmung in einem Straf- oder Ordnungswidrigkeitenverfahren verwendet werden dürfen.

#### Ungeschriebene Beweisverwertungsverbote

##### Unselbstständige Verbote

###### Dogmatik
Die gesetzlichen Beweisverwertungsverbote bieten den Beschuldigtenrechten aufgrund ihres punktuellen Zuschnitts lediglich lückenhaften Schutz. Daher hat die Rechtswissenschaft im Wege der Rechtsfortbildung zahlreiche ungeschriebene Beweisverwertungsverbote entwickelt. In der Praxis hat sich etabliert, insoweit zwischen unselbstständigen und selbstständigen Verwertungsverboten zu unterscheiden. Erstere knüpfen daran an, dass eine Beweiserhebung in rechtswidriger Weise erfolgt ist. Selbstständige Verbote sind demgegenüber von der Beweiserhebung unabhängig und stützen sich auf grundrechtliche Wertungen. Diese Unterscheidung besitzt primär eine systematische Funktion, da sie unterschiedliche Argumentationsansätze zur Begründung eines Beweisverbots zum Ausdruck bringt.
Den Ausgangspunkt der Feststellung eines unselbstständigen Beweisverwertungsverbots bildet die Auslegung der verletzten Verfahrensnorm. Wie bereits angesprochen, begründen Fehler bei der Beweiserhebung nach mittlerweile gefestigter Auffassung nur ausnahmsweise ein Beweisverwertungsverbot. Voraussetzung hierfür ist, dass die Verwertung des betroffenen Beweises aus rechtsstaatlicher Sicht nicht tragbar wäre. Unter welchen Voraussetzungen dies im Einzelfall gegeben ist, ist seit langem umstritten. Die Anforderungen an unselbstständige Beweisverbote stellen ein zentrales, noch nicht abschließend geklärtes Problem der Lehre von den Beweisverboten dar.
Der BGH vertrat zunächst die Rechtskreistheorie, wonach das Bestehen eines Beweisverwertungsverbots davon abhing, ob die verletzte Norm den Rechtskreis des Angeklagten in wesentlicher Weise berührte. Dies verneinte der BGH beispielsweise in Bezug auf Verstöße gegen die Belehrungspflicht des § 55 Abs. 2 StPO. Hiernach ist ein Zeuge darüber zu belehren, dass er keine Aussage machen muss, die ihn belastet. Unterbleibt die Belehrung, begründet dies nach Auffassung des BGH kein Beweisverbot im Verfahren gegen den Beschuldigten, da § 55 Abs. 2 StPO nicht diesen schützen solle, sondern den Zeugen. Unverwertbar sei die Aussage daher lediglich in einem späteren Strafverfahren gegen den Zeugen. Demgegenüber bestehe ein Beweisverwertungsverbot in Fällen, in denen ein Angehöriger des Beschuldigten entgegen § 52 Abs. 3 StPO nicht über sein Zeugnisverweigerungsrecht belehrt worden sei, da dieses auch den Beschuldigten schütze.
Die Rechtskreistheorie erfuhr im Schrifttum starke Kritik. Sie sei methodisch unsauber, da es regelmäßig nicht möglich sei, eine Norm einem bestimmten Rechtskreis zuzuordnen, da viele Bestimmungen der StPO mehrere Schutzzwecke aufweisen. Ihr wurde ferner vorgeworfen, Beschuldigtenrechte zu lückenhaft zu schützen. Die Rechtsprechung reagierte auf diese Einwände, indem es die Rechtskreistheorie zu einer Einzelfallabwägung weiterentwickelte. Hiernach ergibt sich das Vorliegen eines Beweisverbots aus einer Abwägung, für die insbesondere der Schutzzweck der verletzten Verfahrensnorm, die Schwere der Rechtsverletzung sowie das Gewicht des staatlichen Strafanspruchs von Bedeutung sind. Regelmäßig unverwertbar sind hiernach etwa Beweise, die unter Missachtung eines Beschlagnahmeverbots (§ 97 Abs. 1 StPO) oder der Pflicht zur Belehrung des Beschuldigten über das Schweigerecht (§ 136 Abs. 1 S. 2 StPO) gewonnen werden, da diese Vorschriften wesentliche Beschuldigtenrechte schützen. Auch Verstöße gegen die Pflicht zur Belehrung angehöriger Zeugen begründen wie schon unter Geltung der Rechtskreistheorie ein Beweisverwertungsverbot. Ausgeschlossen ist eine Beweisverwertung ferner regelmäßig bei bewusster oder grob fahrlässiger Missachtung eines Richtervorbehalts durch die Ermittlungsbehörden, beispielsweise nach § 105 StPO oder § 81a Abs. 2 StPO. Gefährdungen der körperlichen Integrität des Beschuldigten überwiegen das Strafverfolgungsinteresse hingegen in der Regel nicht. Dies ist darauf zurückzuführen, das beide Interessen grundsätzlich voneinander unabhängig sind. So sind etwa auch solche Blutproben verwertbar, die entgegen § 81a Abs. 1 S. 2 StPO von einer anderen Person als einem Arzt genommen wurden. Ein anderes Abwägungsergebnis ist jedoch möglich, wenn die Gefährdung so erheblich ist, dass sie einer Folter nahekommt. So verhält es sich etwa bei der zwangsweisen Verabreichung eines Brechmittels. Solche Mittel dienen vor allem dazu, um verschluckte Drogenpäckchen aus dem Magen-Darm-Trakt eines Beschuldigten zu fördern. Problematisch hieran ist, dass Drogenpäckchen leicht beschädigt werden können, was eine akute und möglicherweise tödliche Intoxikation zur Folge hat. Steht daher im Einzelfall zu befürchten, dass die Päckchen durch das zwangsweise Erbrechen beschädigt werden, ist nicht nur der Brechmitteleinsatz in aller Regel rechtswidrig, auch können die hierdurch gewonnenen Beweise nicht verwertet werden. Schließlich sind Beweismittel unverwertbar, welche die Ermittlungsbehörden gewinnen, indem sie den Täter in rechtswidriger Weise zur Begehung einer Straftat provozieren.
Auch die Abwägungslehre des BGH sieht sich der Kritik ausgesetzt. Rechtswissenschaftler werfen ihr vor, zu unscharfe Kriterien zu verwenden, die zu beliebigen Resultaten führen würden. So entstehe eine schwer zu überschauende Kasuistik. Aus diesem Grund hat das Schrifttum einige alternative Konzepte entwickelt. Teilweise bemühen sich diese – mit Unterschieden im Detail – darum, aus dem Zweck der verletzten Verfahrensnorm eine Aussage über das Bestehen eines Beweisverbots zu gewinnen. Andere Ansätze unterziehen die Beweisverwertung einer Verhältnismäßigkeitskontrolle, in deren Rahmen sie berücksichtigen, ob die Beweiserhebung illegal war. Trotz ihrer unterschiedlichen Konzeptionierungen gelangen die einzelnen Ansätze regelmäßig zu vergleichbaren Ergebnissen, da sie im Wesentlichen darin übereinstimmen, welche Verfahrensrechte eine so große Bedeutung aufweisen, dass ihre Missachtung die Unverwertbarkeit von Beweisen rechtfertigt.

###### Sonderproblem Widerspruchslösung
Bei der Widerspruchslösung handelt es sich um eine Figur, die vor allem bei Belehrungsfehlern zur Anwendung kommt. Verstöße gegen § 136 Abs. 1 S. 2 StPO führen wie beschrieben grundsätzlich zu einem Beweisverwertungsverbot. Ausnahmsweise ist die Aussage des Beschuldigten indes verwertbar, sofern dieser sein Schweigerecht kennt oder dessen Verteidiger der Beweisverwertung in der Hauptverhandlung bis zum in § 257 StPO genannten Zeitpunkt, dem Abschluss der jeweiligen Beweiserhebung, nicht widerspricht. Hat der Angeklagte keinen Verteidiger, führt das Unterbleiben eines Widerspruchs zur Verwertbarkeit eines Beweismittels, wenn er zuvor über die Notwendigkeit eines Widerspruchs belehrt worden ist. Bei absoluten Beweisverwertungsverboten, die aus Verstößen gegen § 136a und § 252 StPO folgen, besteht nach der Rechtsprechung ausnahmsweise ein solches Widerspruchserfordernis nicht. Im juristischen Schrifttum wird die Widerspruchslösung weitgehend abgelehnt, da sie dem Verteidiger oder dem belehrten Beschuldigten umfangreiche Kontrollpflichten auferlegt, die das Gericht tragen sollte. Zudem lässt sie zu, dass Beweise, die im Rahmen schwerer Verfahrensverstöße gewonnen wurden, gegen den Beschuldigten verwertet werden können.
Die Widerspruchslösung findet ferner auf die Missachtung der Anordnungvoraussetzungen einer Maßnahme nach § 100a StPO Anwendung, nicht hingegen auf Beschlagnahmeverbote.

##### Selbständige Verbote

###### Dogmatik
Ein selbständiges Beweisverwertungsverbot besteht, wenn das staatliche Interesse an der Aufklärung eines Sachverhalts im Einzelfall hinter kollidierende verfassungsrechtliche Gewährleistungen zurücktritt. Hierzu kann es insbesondere kommen, wenn die Ermittlungsbehörden in das allgemeine Persönlichkeitsrecht des Beschuldigten eingreifen, das durch Art. 2 Abs. 1 und Art. 1 Abs. 1 GG verfassungsrechtlich gewährleistet wird. Dass Beweiserhebungen regelmäßig mit dem Persönlichkeitsrecht kollidieren, liegt daran, dass dieses Grundrecht jedem Bürger eine private Sphäre zusichert, die vor staatlichen Einblicken geschützt ist. Ob im Rahmen dieser Kollision das Persönlichkeitsrecht oder das Strafverfolgungsinteresse obsiegt, ergibt sich aus einer Abwägung dieser Güter. Daher zeichnet sich die Feststellung selbstständiger Beweisverbote durch eine besonders ausgeprägte Einzelfallbezogenheit aus.

###### Beispiele
In seiner insoweit grundlegenden Entscheidung setzte sich der BGH mit der Verwertbarkeit von Tagebuchaufzeichnungen auseinander. Diese zeichnen sich durch ein besonders hohes Maß an Vertraulichkeit aus. Deshalb stellt deren Verlesung als Beweismittel in grundsätzlich öffentlichen Gerichtsterminen einen erheblichen Eingriff in das allgemeine Persönlichkeitsrecht dar. Dieser ist nur gerechtfertigt, wenn das kollidierende Strafverfolgungsinteresse ein hohes Gewicht aufweist. Dies bejahte der BGH etwa, als mithilfe der Tagebuchaufzeichnungen ein Mord aufgeklärt werden sollte.
Ein selbstständiges Beweisverwertungsverbot besteht ferner regelmäßig bei nichtöffentlichen Selbstgesprächen. Führt jemand, sich allein wähnend, ein Selbstgespräch, fällt dies regelmäßig in den Bereich der Intimsphäre, also in den Kernbereich des allgemeinen Persönlichkeitsrechts, in den Hoheitsträger generell nicht eingreifen dürfen. Schließlich handelt es sich typischerweise um eine Äußerung, die im Vertrauen darauf getätigt wird, dass kein anderer die Äußerung zur Kenntnis nehmen kann. Vernimmt ein Ermittlungsbeamter ein nichtöffentliches Selbstgespräch, indem er den Äußernden heimlich belauscht, oder lässt er es mithilfe eines versteckten Mikrofons aufzeichnen, darf dies daher im Prozess nicht als Beweismittel verwendet werden.
Um eine für den Strafprozess besonders bedeutende Ausprägung des Persönlichkeitsrechts handelt es sich schließlich beim Prinzip nemo tenetur se ipsum accusare. Hiernach der Beschuldigte nicht dazu verpflichtet oder gedrängt werden, sich selbst zu belasten. Dementsprechend billigen § 55 Abs. 1 StPO und in § 136 Abs. 1 S. 2 StPO Zeugen und Beschuldigten ein Schweigerecht zu. Auf das nemo-tenetur-Prinzip stützen sich vor allem Beweisverbote, die eine Umgehung des Schweigerechts verhindern sollen. Eine solche Umgehung droht etwa, wenn ein verdeckter Ermittler den Beschuldigten in vernehmungsähnlicher Weise dazu drängt, ihm gegenüber zur Tat auszusagen. Gibt der Beschuldigte dem nach, ist seine Aussage im anschließenden Strafprozess nicht verwertbar.

#### Beweisgewinnung durch Private
Die StPO enthält keine Regelungen für Fälle, in denen Privatpersonen Beweise gewinnen; ihr Beweisrecht richtet sich an die Staatsanwaltschaft und deren Ermittlungspersonen, nicht jedoch an Private. Daher ist umstritten, welche Grenzen für die Verwertung von Beweismitteln bestehen, die durch Private beschafft worden sind. Unterscheiden lässt sich insoweit zwischen Konstellationen, in denen ein Privater eigeninitiativ tätig wird und Konstellationen, in denen Behörden die Beweiserhebung durch Private veranlassen.
Letztere Konstellation wurde maßgeblich durch die Rechtsprechung zu Hörfallen konturiert. Hierbei führt eine Privatperson auf Veranlassung der Ermittlungsbehörde ein (Telefon-)Gespräch mit einem Beschuldigten. In dessen Rahmen bemüht sich die Privatperson, das Gespräch auf die jeweilige Tat zu lenken, um den Beschuldigten zu Einlassungen zu veranlassen. Die Ermittlungsbehörden hören dieses Gespräch ab, was dem Beschuldigten verborgen bleibt. Innerhalb des BGH war zunächst umstritten, ob der Gesprächsinhalt als Beweismittel verwertet werden darf. Der 5. Strafsenat des BGH hielt dies im Hinblick auf § 136 StPO für unzulässig. Zwar liege mangels staatlicher Befragung keine Vernehmung vor, jedoch komme die Hörfalle einer solchen derart nahe, dass es geboten sei, den Beschuldigten darüber zu informieren, dass er sich nicht selbst belasten muss. Der Große Senat des BGH sah hierin jedoch eine unsachgemäße Ausdehnung des Vernehmungsbegriffs. Es fehle der Hörfalle an der für Vernehmungen typischen Zwangswirkung, die sich daraus ergibt, dass sich der Beschuldigte mit den Fragen eines Ermittlungsbeamten konfrontiert sieht. Allerdings könne die heimliche Ausforschung des Beschuldigten mithilfe von Privatpersonen einer erzwungenen Selbstbelastung nahekommen. Um dem gerecht zu werden, beurteilte der Große Senat die Zulässigkeit der Hörfalle einzelfallbezogen anhand einer Abwägung zwischen dem Persönlichkeitsrecht des Beschuldigten und dem staatlichen Aufklärungsinteresse. Hiernach dürfen mittels einer Hörfalle gewonnene Erkenntnisse verwertet werden, sofern es um die Aufklärung einer schweren Straftat geht und die Erforschung des Sachverhaltes unter Einsatz anderer Ermittlungsmethoden erheblich weniger erfolgversprechend oder wesentlich erschwert ist. Unzulässig ist es demgegenüber in aller Regel, einen Spitzel in die Zelle eines Untersuchungshäftlings einzuschleusen, um diesen zu einer Aussage zu bewegen, da dies die mit der Untersuchungshaft verbundene Zwangswirkung zweckentfremde.
In Bezug von Beweisen, die eigeninitiativ von Privaten gewonnen wurden, geht die überwiegende Auffassung davon aus, dass diese Beweismittel verwertet werden dürfen, auch wenn sie in rechtswidriger Weise gewonnen wurden. So gestattete die Rechtsprechung etwa die Verwertung von Dokumenten über Steuerverstöße, die den Ermittlungsbehörden unter Verletzung des Bankgeheimnisses übermittelt wurden.

### Beweisverbote in anderen Rechtsbereichen
Die strafprozessuale Systematik der Beweisverbote wurde vor allem auf das Verwaltungsprozessrecht übertragen. Dies erklärt sich dadurch, dass diese strukturell dem Strafverfahren ähneln. Insbesondere stehen sich hier wie dort Bürger und Staat, also Grundrechtsträger und Grundrechtsverpflichteter, als Prozessparteien gegenüber.
Anders verhält es sich demgegenüber in der Zivil- und in der Arbeitsgerichtsbarkeit. Dort stehen sich Privatpersonen gegenüber, woraus sich einige prozessuale Unterschiede ergeben. Dies wirkt sich auch auf das Beweisrecht aus. Nach überwiegender Auffassung lässt sich die im Strafprozessrecht entwickelte Dogmatik aufgrund der Unterschiedlichkeit der beiden Prozessordnungen nicht auf das Zivilverfahren übertragen. So unterliege etwa die Beweisgewinnung anders als im Strafprozess in Ermangelung eines förmlichen Ermittlungsverfahrens keinen prozessualen Regeln. Auch finden die Grundrechte auf die Beweisgewinnung im Zivilverfahren keine unmittelbare Anwendung, da diese nicht von einer Behörde betrieben wird, sondern von Privaten. Ungeachtet dieser Streitfrage beurteilt sich das Vorliegen eines Beweisverwertungsverbots auch im Zivilprozess nach gefestigter Auffassung anhand einer Abwägung zwischen den Interessen des durch die Beweiserhebung Betroffenen und den Interessen des Beweisführenden. Besondere praktische Bedeutung haben die Regeln des Datenschutzes erlangt. Für zulässig hielt die Rechtsprechung etwa die Verwendung datenschutzwidrig hergestellter Dashcam-Aufzeichnungen, da die bei Verkehrsunfällen häufige Beweisnot des Geschädigten sowie die Aussagekraft der Aufzeichnungen den Eingriff in die Sozialsphäre des Gefilmten überwiege. Heimliche Videoüberwachungen am Arbeitsplatz lassen sich demgegenüber nur in Ausnahmefällen verwerten. Als Sonderfall des Beweisverbots hat sich im Zivilrecht das Verbot des Ausforschungsbeweises etabliert. Von einem solchen spricht man bei Anträgen, die sich darauf richten, die für einen schlüssigen Vortrag erforderlichen Tatsachen zu ermitteln. Solche Anträge zeichnen sich typischerweise dadurch aus, dass sie die zu beweisende Tatsache nur vage umschreiben, anstatt sie – wie es erforderlich wäre – präzise zu benennen.

## Fernwirkung von Beweisverwertungsverboten
Strittig ist in der Rechtswissenschaft, wie weit die Folgen eines Beweisverwertungsverbots reichen. Diese Frage stellt sich insbesondere, wenn aufgrund eines nicht verwertbaren Beweises weitere Beweismittel entdeckt werden, die für sich genommen keinem Beweisverwertungsverbot unterliegen; so etwa, wenn die Ermittlungsbehörden durch Folter Informationen über das Versteck des Täters erzwingen, in dem sie weitere Beweismittel finden.
Für das US-amerikanische Strafverfahrensrecht hat der Supreme Court 1920 die Auffassung eingenommen, wonach Beweise, die mittelbar infolge eines Verfahrensverstoßes erlangt werden, grundsätzlich einem Verwertungsverbot unterliegen. Andernfalls drohe die Gefahr, dass der Zweck der Beweiserhebungsverbote unterlaufen wird. Diese Auffassung hat sich seitdem dort gefestigt. Im deutschen Recht ist hingegen umstritten, ob Beweisverbote eine Fernwirkung entfalten. Die Rechtsprechung lehnt eine Fernwirkung von Beweisverboten grundsätzlich ab. Lediglich bei Verstößen im Rahmen der Post- und Telekommunikationsüberwachung erkennt sie eine Fernwirkung an, da diese Vorschriften die Grenze zwischen öffentlichem Verfolgungsinteresse und dem Kernbereich privater Lebensgestaltung ziehen und ihre Restriktionen auf staatliche Nichtkenntnis angelegt seien. Die grundsätzliche Ablehnung der Fernwirkung stützt sich auf die Annahme, dass eine solche im deutschen Recht nicht erforderlich sei. Die Fernwirkungsdoktrin sei eng mit der Disziplinierungsfunktion der Beweisverbote verbunden, weshalb für sie in Deutschland kein Bedarf bestehe. So werde der Sachverhalt anders als in den USA durch das Gericht umfassend aufgeklärt. Ferner sei die Staatsanwaltschaft verpflichtet, auch die zur Entlastung des Angeklagten dienenden Umstände zu ermitteln, wodurch sie eine deutlich objektivere Verfahrensrolle einnimmt als ihr US-amerikanisches Pendant. Einige Stimmen des Schrifttums erkennen demgegenüber eine Fernwirkung von Beweisverboten an, da eine solche notwendig sei, um ein rechtsstaatliches Verfahren zu gewährleisten.
Entfaltet ein Beweisverbot Fernwirkung, kann der betroffene Beweis ausnahmsweise verwertet werden, wenn der Beweis zumindest auch mithilfe einer rechtmäßigen Beweiserhebung gewonnen wurde oder hätte gewonnen werden können. Diese Auffassung fußt auf der in den USA entwickelten Clean-Path-Theory und wurde von der deutschen Rechtsprechung adaptiert. Gegebenenfalls sind aber Beweiserhebungsfehler bei einer Verurteilung zugunsten des Angeklagten im Rahmen der Strafzumessung zu berücksichtigen.